# Giro d'Italia 2018
Giro d'Italia 2018 var den 101. udgave af cykelløbet Giro d'Italia. Det blev afholdt i perioden 4. til 27. maj 2018. Løbet startede i Jerusalem, med en 9,7 km enkeltstart og fortsætte med yderligere to etaper i Israel. Det var første gang en Grand Tour startede udenfor Europa.
Elia Viviani vandt fire etaper, mens Sam Bennett og Simon Yates vandt tre hver. Chris Froome vandt sin tredje Grand Tour i træk.

## Hold og ryttere
176 ryttere fra 22 hold stod på startlisten, men Kanstantsin Siutsou måtte trække sig efter et styrt på rekognosceringen før den indledende enkeltstart. Det var færre ryttere end tidligere fordi holdstørrelsen i Grand Tours blev reduceret fra ni til otte før 2018-sæsonen. 149 ryttere gennemførte, blandt dem Adam Hansen som fuldførte sin 20. Grand Tour i træk.
Blandt de største favoritter før start var sidste års vinder Tom Dumoulin, Chris Froome, Fabio Aru, Thibaut Pinot, Miguel Ángel López, Esteban Chaves, Simon Yates og Michael Woods.
Chris Froome fik med sin 3. grand tour sejr i træk, slået rekorden, for at have vundet de 3 grand tours hurtigst. Den hidtidige rekord indehaver var Alberto Contador. Chris Froomes rekord, bliver dog skæmmet af en positiv dopingprøve i Vuelta e'spania 2017. Modsat andre ryttere, blev Chris Froome ikke suspenderet, efter at b - prøven, også blev erklæret positiv.  
| UCI WorldTeams (18)- AG2R La Mondiale - Astana - Bahrain-Merida - BMC Racing Team - Bora-Hansgrohe - Dimension Data - EF Education First-Drapac p/b Cannondale - Groupama-FDJ - Katusha-Alpecin - Lotto NL-Jumbo - Lotto Soudal - Mitchelton-Scott - Movistar Team - Quick-Step Floors - Sky - Team Sunweb - Trek-Segafredo - UAE Team Emirates UCI Professionelle kontinentalthold (4)- Androni Giocattoli-Sidermec - Bardiani CSF - Israel Cycling Academy - Wilier Triestina-Selle Italia |
| |

| Nationer                                                                 | Antal ryttere |
| ------------------------------------------------------------------------ | ------------- |
| Italien                                                                  | 45            |
| Frankrig                                                                 | 14            |
| Belgien, Holland                                                         | 13            |
| Spanien                                                                  | 12            |
| Colombia                                                                 | 8             |
| Australien, Tyskland                                                     | 7             |
| Danmark                                                                  | 6             |
| Storbritannien, Sydafrika, USA                                           | 4             |
| Canada, Irland, New Zealand, Slovenien, Schweiz, Tjekkiet, Østrig        | 3             |
| Hviderusland, Israel, Kasakhstan, Luxembourg, Rusland                    | 2             |
| Albanien, Argentina, Ecuador, Eritrea, Estland, Letland, Norge, Portugal | 1             |

### Danske ryttere
- Lars Bak kørte for Lotto-Soudal
- Christopher Juul-Jensen kørte for Mitchelton-Scott
- Michael Mørkøv kørte for Quick-Step Floors
- Mads Würtz Schmidt kørte for Team Katusha-Alpecin
- Mads Pedersen kørte for Trek-Segafredo
- Niklas Eg kørte for Trek-Segafredo

## Etaperne
| Etape     | Dato    | Start – Mål                              | type              | Afstand (km) | Etapevinder           | Førende rytter |
| --------- | ------- | ---------------------------------------- | ----------------- | ------------ | --------------------- | -------------- |
| 1. etape  | 4. maj  | Jerusalem – Jerusalem                    | enkeltstart       | 9,7          | Tom Dumoulin          | Tom Dumoulin   |
| 2. etape  | 5. maj  | Haifa – Tel Aviv                         | flad etape        | 167          | Elia Viviani          | Rohan Dennis   |
| 3. etape  | 6. maj  | Beersheba – Eilat                        | kuperet etape     | 229          | Elia Viviani          | Rohan Dennis   |
|           | 7. maj  | Hvile- og transportdag til Italien       | Hviledag          |              |                       |                |
| 4. etape  | 8. maj  | Catania – Caltagirone                    | kuperet etape     | 202          | Tim Wellens           | Rohan Dennis   |
| 5. etape  | 9. maj  | Agrigento – Santa Ninfa                  | kuperet etape     | 153          | Enrico Battaglin      | Rohan Dennis   |
| 6. etape  | 10. maj | Caltanissetta – Etna                     | bjergetape        | 164          | Esteban Chaves        | Simon Yates    |
| 7. etape  | 11. maj | Pizzo – Praia a Mare                     | flad etape        | 159          | Sam Bennett           | Simon Yates    |
| 8. etape  | 12. maj | Praia a Mare – Montevergine              | middel bjergetape | 209          | Richard Carapaz       | Simon Yates    |
| 9. etape  | 13. maj | Pesco Sannita – Campo Imperatore         | bjergetape        | 225          | Simon Yates           | Simon Yates    |
|           | 14. maj | Hviledag                                 | Hviledag          |              |                       |                |
| 10. etape | 15. maj | Penne – Gualdo Tadino                    | kuperet etape     | 244          | Matej Mohorič         | Simon Yates    |
| 11. etape | 16. maj | Assisi – Osimo                           | kuperet etape     | 156          | Simon Yates           | Simon Yates    |
| 12. etape | 17. maj | Osimo – Imola                            | flad etape        | 214          | Sam Bennett           | Simon Yates    |
| 13. etape | 18. maj | Ferrara – Nervesa della Battaglia        | flad etape        | 180          | Elia Viviani          | Simon Yates    |
| 14. etape | 19. maj | San Vito al Tagliamento – Monte Zoncolan | bjergetape        | 186          | Chris Froome          | Simon Yates    |
| 15. etape | 20. maj | Tolmezzo – Sappada                       | middel bjergetape | 176          | Simon Yates           | Simon Yates    |
|           | 21. maj | Hviledag                                 | Hviledag          |              |                       |                |
| 16. etape | 22. maj | Trento – Rovereto                        | enkeltstart       | 34,2         | Rohan Dennis          | Simon Yates    |
| 17. etape | 23. maj | Riva del Garda – Iseo                    | kuperet etape     | 155          | Elia Viviani          | Simon Yates    |
| 18. etape | 24. maj | Abbiategrasso – Prato Nevoso             | middel bjergetape | 196          | Maximilian Schachmann | Simon Yates    |
| 19. etape | 25. maj | Venaria Reale – Bardonecchia             | bjergetape        | 184          | Chris Froome          | Chris Froome   |
| 20. etape | 26. maj | Susa – Breuil-Cervinia                   | bjergetape        | 214          | Mikel Nieve           | Chris Froome   |
| 21. etape | 27. maj | Rom – Rom                                | flad etape        | 115          | Sam Bennett           | Chris Froome   |

## Trøjernes fordeling gennem løbet
| Etape  | Vinder                | Førertrøjen  | Pointtrøjen  | Bjergtrøjen    | Ungdomtrøjen          | Holdkonkurrencen     |
| ------ | --------------------- | ------------ | ------------ | -------------- | --------------------- | -------------------- |
| 1      | Tom Dumoulin          | Tom Dumoulin | Tom Dumoulin | ikke uddelt    | Maximilian Schachmann | Team Katusha-Alpecin |
| 2      | Elia Viviani          | Rohan Dennis | Elia Viviani | Enrico Barbin  | Maximilian Schachmann | Team Katusha-Alpecin |
| 3      | Elia Viviani          | Rohan Dennis | Elia Viviani | Enrico Barbin  | Maximilian Schachmann | Team Katusha-Alpecin |
| 4      | Tim Wellens           | Rohan Dennis | Elia Viviani | Enrico Barbin  | Maximilian Schachmann | Mitchelton-Scott     |
| 5      | Enrico Battaglin      | Rohan Dennis | Elia Viviani | Enrico Barbin  | Maximilian Schachmann | Mitchelton-Scott     |
| 6      | Esteban Chaves        | Simon Yates  | Elia Viviani | Esteban Chaves | Richard Carapaz       | Mitchelton-Scott     |
| 7      | Sam Bennett           | Simon Yates  | Elia Viviani | Esteban Chaves | Richard Carapaz       | Mitchelton-Scott     |
| 8      | Richard Carapaz       | Simon Yates  | Elia Viviani | Esteban Chaves | Richard Carapaz       | Mitchelton-Scott     |
| 9      | Simon Yates           | Simon Yates  | Elia Viviani | Simon Yates    | Richard Carapaz       | Mitchelton-Scott     |
| 10     | Matej Mohorič         | Simon Yates  | Elia Viviani | Simon Yates    | Richard Carapaz       | Mitchelton-Scott     |
| 11     | Simon Yates           | Simon Yates  | Elia Viviani | Simon Yates    | Richard Carapaz       | Mitchelton-Scott     |
| 12     | Sam Bennett           | Simon Yates  | Elia Viviani | Simon Yates    | Richard Carapaz       | Mitchelton-Scott     |
| 13     | Elia Viviani          | Simon Yates  | Elia Viviani | Simon Yates    | Richard Carapaz       | Mitchelton-Scott     |
| 14     | Chris Froome          | Simon Yates  | Elia Viviani | Simon Yates    | Miguel Ángel López    | Team Sky             |
| 15     | Simon Yates           | Simon Yates  | Elia Viviani | Simon Yates    | Miguel Ángel López    | Team Sky             |
| 16     | Rohan Dennis          | Simon Yates  | Elia Viviani | Simon Yates    | Miguel Ángel López    | Team Sky             |
| 17     | Elia Viviani          | Simon Yates  | Elia Viviani | Simon Yates    | Miguel Ángel López    | Team Sky             |
| 18     | Maximilian Schachmann | Simon Yates  | Elia Viviani | Simon Yates    | Miguel Ángel López    | Team Sky             |
| 19     | Chris Froome          | Chris Froome | Elia Viviani | Chris Froome   | Miguel Ángel López    | Team Sky             |
| 20     | Mikel Nieve           | Chris Froome | Elia Viviani | Chris Froome   | Miguel Ángel López    | Team Sky             |
| 21     | Sam Bennett           | Chris Froome | Elia Viviani | Chris Froome   | Miguel Ángel López    | Team Sky             |
| Samlet | Samlet                | Chris Froome | Elia Viviani | Chris Froome   | Miguel Ángel López    | Team Sky             |

## Resultater
| \| Samlede stilling \| Samlede stilling \| Samlede stilling \| Samlede stilling \| Samlede stilling \| \| Rytter \| Rytter \| Hold \| Tid \| \| \| ---------------- \| ------------------ \| ------------------------- \| ---------------- \| ---------------- \| \| 1. \| Chris Froome \| Team Sky \| 89t 02' 39" \| \| \| 2. \| Tom Dumoulin \| Team Sunweb \| + 46" \| \| \| 3. \| Miguel Ángel López \| Astana \| + 4' 57" \| \| \| 4. \| Richard Carapaz \| Movistar Team \| + 5' 44" \| \| \| 5. \| Domenico Pozzovivo \| Bahrain-Merida \| + 8' 03" \| \| \| 6. \| Pello Bilbao \| Astana \| + 11' 50" \| \| \| 7. \| Patrick Konrad \| Bora-Hansgrohe \| + 13' 01" \| \| \| 8. \| George Bennett \| LottoNL-Jumbo \| + 13' 17" \| \| \| 9. \| Sam Oomen \| Team Sunweb \| + 14' 18" \| \| \| 10. \| Davide Formolo \| Bora-Hansgrohe \| + 15' 16" \| \| \| 11. \| Alexandre Geniez \| AG2R La Mondiale \| + 17' 30" \| \| \| 12. \| Wout Poels \| Team Sky \| + 17' 40" \| \| \| 13. \| Sergio Henao \| Team Sky \| + 29' 41" \| \| \| 14. \| José Gonçalves \| Katusha-Alpecin \| + 34' 29" \| \| \| 15. \| Carlos Betancur \| Movistar Team \| + 41' 48" \| \| \| 16. \| Rohan Dennis \| BMC Racing Team \| + 56' 07" \| \| \| 17. \| Mikel Nieve \| Mitchelton-Scott \| + 58' 16" \| \| \| 18. \| Gianluca Brambilla \| Trek-Segafredo \| + 1t 00' 30" \| \| \| 19. \| Michael Woods \| EF Education First-Drapac \| + 1t 01' 24" \| \| \| 20. \| Hubert Dupont \| AG2R La Mondiale \| + 1t 03' 54" \| \| |                    |                           |              |
| |                    |                           |              |
| Kilde: ProCyclingStats |                    |                           |              |
| Samlede stilling |                    |                           |              |
| Rytter | Rytter             | Hold                      | Tid          |
| 1. | Chris Froome       | Team Sky                  | 89t 02' 39"  |
| 2. | Tom Dumoulin       | Team Sunweb               | + 46"        |
| 3. | Miguel Ángel López | Astana                    | + 4' 57"     |
| 4. | Richard Carapaz    | Movistar Team             | + 5' 44"     |
| 5. | Domenico Pozzovivo | Bahrain-Merida            | + 8' 03"     |
| 6. | Pello Bilbao       | Astana                    | + 11' 50"    |
| 7. | Patrick Konrad     | Bora-Hansgrohe            | + 13' 01"    |
| 8. | George Bennett     | LottoNL-Jumbo             | + 13' 17"    |
| 9. | Sam Oomen          | Team Sunweb               | + 14' 18"    |
| 10. | Davide Formolo     | Bora-Hansgrohe            | + 15' 16"    |
| 11. | Alexandre Geniez   | AG2R La Mondiale          | + 17' 30"    |
| 12. | Wout Poels         | Team Sky                  | + 17' 40"    |
| 13. | Sergio Henao       | Team Sky                  | + 29' 41"    |
| 14. | José Gonçalves     | Katusha-Alpecin           | + 34' 29"    |
| 15. | Carlos Betancur    | Movistar Team             | + 41' 48"    |
| 16. | Rohan Dennis       | BMC Racing Team           | + 56' 07"    |
| 17. | Mikel Nieve        | Mitchelton-Scott          | + 58' 16"    |
| 18. | Gianluca Brambilla | Trek-Segafredo            | + 1t 00' 30" |
| 19. | Michael Woods      | EF Education First-Drapac | + 1t 01' 24" |
| 20. | Hubert Dupont      | AG2R La Mondiale          | + 1t 03' 54" |

| Samlede stilling | Samlede stilling   | Samlede stilling          | Samlede stilling | Samlede stilling |
| Rytter           | Rytter             | Hold                      | Tid              |                  |
| ---------------- | ------------------ | ------------------------- | ---------------- | ---------------- |
| 1.               | Chris Froome       | Team Sky                  | 89t 02' 39"      |                  |
| 2.               | Tom Dumoulin       | Team Sunweb               | + 46"            |                  |
| 3.               | Miguel Ángel López | Astana                    | + 4' 57"         |                  |
| 4.               | Richard Carapaz    | Movistar Team             | + 5' 44"         |                  |
| 5.               | Domenico Pozzovivo | Bahrain-Merida            | + 8' 03"         |                  |
| 6.               | Pello Bilbao       | Astana                    | + 11' 50"        |                  |
| 7.               | Patrick Konrad     | Bora-Hansgrohe            | + 13' 01"        |                  |
| 8.               | George Bennett     | LottoNL-Jumbo             | + 13' 17"        |                  |
| 9.               | Sam Oomen          | Team Sunweb               | + 14' 18"        |                  |
| 10.              | Davide Formolo     | Bora-Hansgrohe            | + 15' 16"        |                  |
| 11.              | Alexandre Geniez   | AG2R La Mondiale          | + 17' 30"        |                  |
| 12.              | Wout Poels         | Team Sky                  | + 17' 40"        |                  |
| 13.              | Sergio Henao       | Team Sky                  | + 29' 41"        |                  |
| 14.              | José Gonçalves     | Katusha-Alpecin           | + 34' 29"        |                  |
| 15.              | Carlos Betancur    | Movistar Team             | + 41' 48"        |                  |
| 16.              | Rohan Dennis       | BMC Racing Team           | + 56' 07"        |                  |
| 17.              | Mikel Nieve        | Mitchelton-Scott          | + 58' 16"        |                  |
| 18.              | Gianluca Brambilla | Trek-Segafredo            | + 1t 00' 30"     |                  |
| 19.              | Michael Woods      | EF Education First-Drapac | + 1t 01' 24"     |                  |
| 20.              | Hubert Dupont      | AG2R La Mondiale          | + 1t 03' 54"     |                  |

| Pointkonkurrence | Pointkonkurrence  | Pointkonkurrence              | Pointkonkurrence | Pointkonkurrence |
| Rytter           | Rytter            | Hold                          | Point            |                  |
| ---------------- | ----------------- | ----------------------------- | ---------------- | ---------------- |
| 1.               | Elia Viviani      | Quick-Step Floors             | 341 point        |                  |
| 2.               | Sam Bennett       | Bora-Hansgrohe                | 282 point        |                  |
| 3.               | Davide Ballerini  | Androni Giocattoli-Sidermec   | 147 point        |                  |
| 4.               | Sacha Modolo      | EF Education First-Drapac     | 122 point        |                  |
| 5.               | Simon Yates       | Mitchelton-Scott              | 113 point        |                  |
| 6.               | Marco Frapporti   | Androni Giocattoli-Sidermec   | 111 point        |                  |
| 7.               | Danny van Poppel  | LottoNL-Jumbo                 | 107 point        |                  |
| 8.               | Niccolò Bonifazio | Bahrain-Merida                | 103 point        |                  |
| 9.               | Eugert Zhupa      | Wilier Triestina-Selle Italia | 84 point         |                  |
| 10.              | Tom Dumoulin      | Team Sunweb                   | 73 point         |                  |

| Pointkonkurrence | Pointkonkurrence  | Pointkonkurrence              | Pointkonkurrence | Pointkonkurrence |
| Rytter           | Rytter            | Hold                          | Point            |                  |
| ---------------- | ----------------- | ----------------------------- | ---------------- | ---------------- |
| 1.               | Elia Viviani      | Quick-Step Floors             | 341 point        |                  |
| 2.               | Sam Bennett       | Bora-Hansgrohe                | 282 point        |                  |
| 3.               | Davide Ballerini  | Androni Giocattoli-Sidermec   | 147 point        |                  |
| 4.               | Sacha Modolo      | EF Education First-Drapac     | 122 point        |                  |
| 5.               | Simon Yates       | Mitchelton-Scott              | 113 point        |                  |
| 6.               | Marco Frapporti   | Androni Giocattoli-Sidermec   | 111 point        |                  |
| 7.               | Danny van Poppel  | LottoNL-Jumbo                 | 107 point        |                  |
| 8.               | Niccolò Bonifazio | Bahrain-Merida                | 103 point        |                  |
| 9.               | Eugert Zhupa      | Wilier Triestina-Selle Italia | 84 point         |                  |
| 10.              | Tom Dumoulin      | Team Sunweb                   | 73 point         |                  |

| Bjergkonkurrence | Bjergkonkurrence   | Bjergkonkurrence  | Bjergkonkurrence | Bjergkonkurrence |
| Rytter           | Rytter             | Hold              | Point            |                  |
| ---------------- | ------------------ | ----------------- | ---------------- | ---------------- |
| 1.               | Chris Froome       | Team Sky          | 125 point        |                  |
| 2.               | Giulio Ciccone     | Bardiani CSF      | 108 point        |                  |
| 3.               | Simon Yates        | Mitchelton-Scott  | 91 point         |                  |
| 4.               | Mikel Nieve        | Mitchelton-Scott  | 79 point         |                  |
| 5.               | Richard Carapaz    | Movistar Team     | 65 point         |                  |
| 6.               | Tom Dumoulin       | Team Sunweb       | 49 point         |                  |
| 7.               | Esteban Chaves     | Mitchelton-Scott  | 47 point         |                  |
| 8.               | Valerio Conti      | UAE Team Emirates | 42 point         |                  |
| 9.               | Domenico Pozzovivo | Bahrain-Merida    | 40 point         |                  |
| 10.              | Matteo Montaguti   | AG2R La Mondiale  | 37 point         |                  |

| Bjergkonkurrence | Bjergkonkurrence   | Bjergkonkurrence  | Bjergkonkurrence | Bjergkonkurrence |
| Rytter           | Rytter             | Hold              | Point            |                  |
| ---------------- | ------------------ | ----------------- | ---------------- | ---------------- |
| 1.               | Chris Froome       | Team Sky          | 125 point        |                  |
| 2.               | Giulio Ciccone     | Bardiani CSF      | 108 point        |                  |
| 3.               | Simon Yates        | Mitchelton-Scott  | 91 point         |                  |
| 4.               | Mikel Nieve        | Mitchelton-Scott  | 79 point         |                  |
| 5.               | Richard Carapaz    | Movistar Team     | 65 point         |                  |
| 6.               | Tom Dumoulin       | Team Sunweb       | 49 point         |                  |
| 7.               | Esteban Chaves     | Mitchelton-Scott  | 47 point         |                  |
| 8.               | Valerio Conti      | UAE Team Emirates | 42 point         |                  |
| 9.               | Domenico Pozzovivo | Bahrain-Merida    | 40 point         |                  |
| 10.              | Matteo Montaguti   | AG2R La Mondiale  | 37 point         |                  |

| Ungdomskonkurrence | Ungdomskonkurrence    | Ungdomskonkurrence          | Ungdomskonkurrence | Ungdomskonkurrence |
| Rytter             | Rytter                | Hold                        | Tid                |                    |
| ------------------ | --------------------- | --------------------------- | ------------------ | ------------------ |
| 1.                 | Miguel Ángel López    | Astana                      | 89t 07' 36"        |                    |
| 2.                 | Richard Carapaz       | Movistar Team               | + 47"              |                    |
| 3.                 | Sam Oomen             | Team Sunweb                 | + 9' 21"           |                    |
| 4.                 | Valerio Conti         | UAE Team Emirates           | + 1t 18' 07"       |                    |
| 5.                 | Fausto Masnada        | Androni Giocattoli-Sidermec | + 1t 21' 16"       |                    |
| 6.                 | Felix Großschartner   | Bora-Hansgrohe              | + 1t 23' 50"       |                    |
| 7.                 | Matej Mohorič         | Bahrain-Merida              | + 1t 35' 21"       |                    |
| 8.                 | Maximilian Schachmann | Quick-Step Floors           | + 1t 36' 39"       |                    |
| 9.                 | Jack Haig             | Mitchelton-Scott            | + 1t 58' 09"       |                    |
| 10.                | Giulio Ciccone        | Bardiani CSF                | + 2t 03' 58"       |                    |

| Ungdomskonkurrence | Ungdomskonkurrence    | Ungdomskonkurrence          | Ungdomskonkurrence | Ungdomskonkurrence |
| Rytter             | Rytter                | Hold                        | Tid                |                    |
| ------------------ | --------------------- | --------------------------- | ------------------ | ------------------ |
| 1.                 | Miguel Ángel López    | Astana                      | 89t 07' 36"        |                    |
| 2.                 | Richard Carapaz       | Movistar Team               | + 47"              |                    |
| 3.                 | Sam Oomen             | Team Sunweb                 | + 9' 21"           |                    |
| 4.                 | Valerio Conti         | UAE Team Emirates           | + 1t 18' 07"       |                    |
| 5.                 | Fausto Masnada        | Androni Giocattoli-Sidermec | + 1t 21' 16"       |                    |
| 6.                 | Felix Großschartner   | Bora-Hansgrohe              | + 1t 23' 50"       |                    |
| 7.                 | Matej Mohorič         | Bahrain-Merida              | + 1t 35' 21"       |                    |
| 8.                 | Maximilian Schachmann | Quick-Step Floors           | + 1t 36' 39"       |                    |
| 9.                 | Jack Haig             | Mitchelton-Scott            | + 1t 58' 09"       |                    |
| 10.                | Giulio Ciccone        | Bardiani CSF                | + 2t 03' 58"       |                    |

### Holdkonkurrencen
| Holdkonkurrence | Holdkonkurrence   | Holdkonkurrence | Holdkonkurrence |
| Hold            | Hold              | Tid             |                 |
| --------------- | ----------------- | --------------- | --------------- |
| 1.              | Sky               | 267t 48' 47"    |                 |
| 2.              | Astana            | + 24' 58"       |                 |
| 3.              | Bora-Hansgrohe    | + 43' 32"       |                 |
| 4.              | Team Sunweb       | + 1t 14' 35"    |                 |
| 5.              | AG2R La Mondiale  | + 1t 30' 32"    |                 |
| 6.              | Movistar Team     | + 1t 39' 45"    |                 |
| 7.              | Lotto NL-Jumbo    | + 1t 47' 01"    |                 |
| 8.              | Mitchelton-Scott  | + 2t 31' 52"    |                 |
| 9.              | UAE Team Emirates | + 2t 33' 27"    |                 |
| 10.             | Groupama-FDJ      | + 2t 34' 04"    |                 |